# Krotuša
Krotuša este o arie protejată (sit de importanță comunitară — SCI) din Croația întinsă pe o suprafață de 145,37 ha, integral pe uscat.

## Localizare
Centrul sitului Krotuša este situat la coordonatele 43°06′10″N 17°27′23″E / 43.102729°N 17.456505°E.

## Înființare
Situl Krotuša a fost declarat sit de importanță comunitară în iulie 2013 pentru a proteja un număr necunoscut de specii din flora spontană și fauna sălbatică aflate în arealul zonei.

## Biodiversitate
Situată în ecoregiunea mediteraneană, aria protejată conține 1 habitat natural: Turlough.
La baza desemnării sitului se află un număr nedeclarat de specii protejate.